# Stadion Breite
Stadion Breite – stadion piłkarski w Szafuzie, w Szwajcarii. Został otwarty w 1950 roku. Obiekt może pomieścić 7300 widzów. Do końca 2016 roku swoje spotkania na stadionie rozgrywała drużyna FC Schaffhausen, z początkiem 2017 roku klub przeniósł się jednak na nowo otwarty LIPO Park Schaffhausen.